# Kopalnia Węgla Kamiennego Borynia-Zofiówka-Jastrzębie
Das Bergwerk Borynia-Zofiówka-Jastrzębie (Kopalnia Węgla Kamiennego Borynia-Zofiówka-Jastrzębie) ist ein aktives Steinkohlenbergwerk der Jastrzębska Spółka Węglowa SA im Nordosten und Westen von Jastrzębie-Zdrój, Polen.

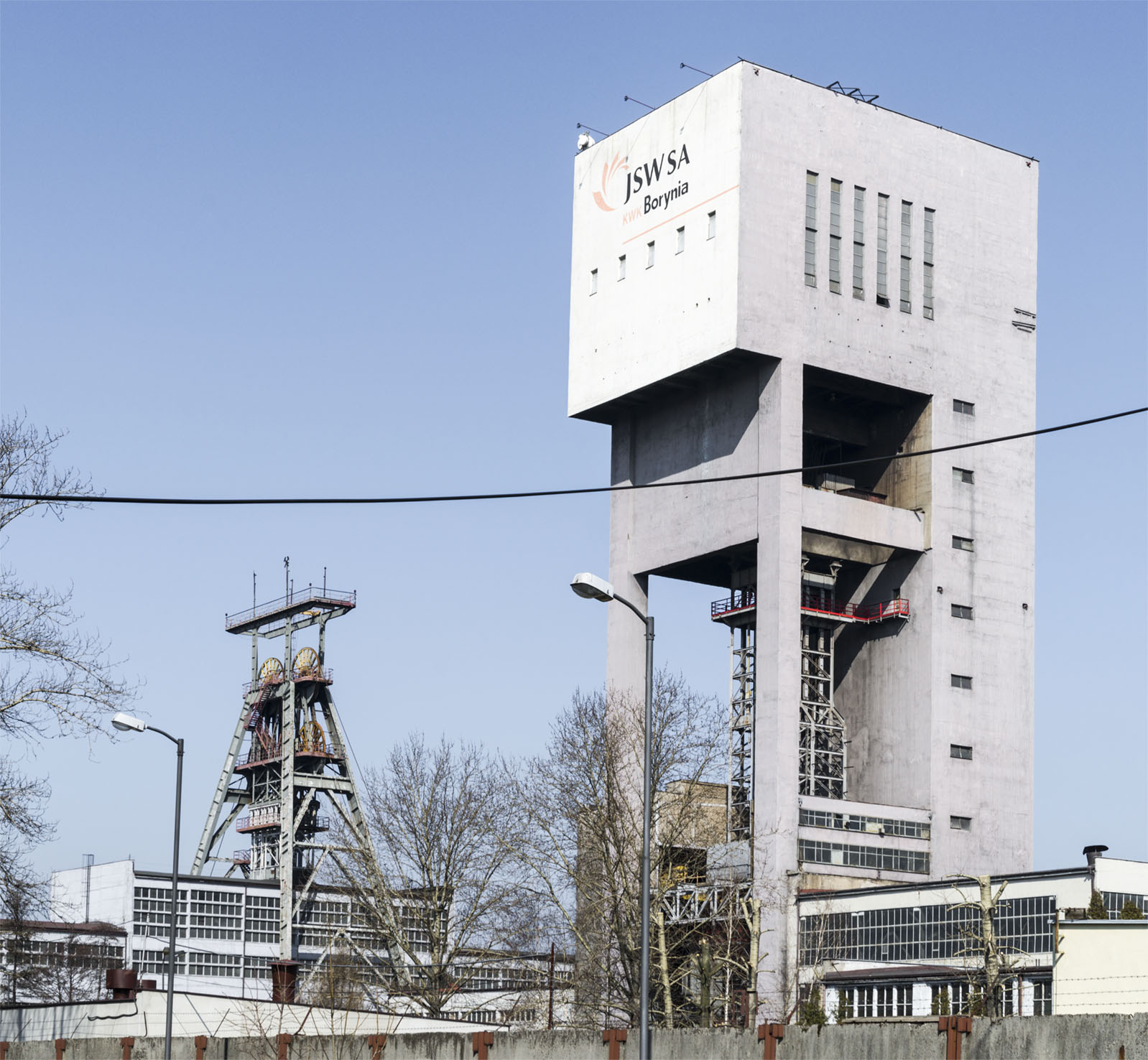
Borynia I und II

Weil man im Städtedreieck Rybnik – Jastrzemb – Loslau zahlreiche Lagerstätten an Fettkohle fand und aufgrund detaillierter Explorationen Flözvorkommen in Höhe von 1 Mrd. t Kokskohle (Stand 1958) fand, plante die polnische Staatswirtschaft die Errichtung zahlreicher Bergwerke in diesem Revier. Das erste von ihnen war Mszana (ab 1952 in Bau), später KWK 1. Maja genannt, das letzte Warszowice, mit dessen Errichtung Ende der 80er Jahre begonnen worden war. Viele dieser neuen Bergwerke hatten nur eine recht kurze Lebensdauer; so wurde Warszowice schon nach 20 Jahren wieder stillgelegt. Den zwei in diesem Gebiet liegenden Bergwerken Borynia und Zofiówka ist vermutlich eine längere Lebensdauer beschieden, Jas-Mos wird in größeren Teilen stillgelegt.

## Geschichte
Die geschichtliche Darstellung behandelt die zu dem neuen Verbund gehörenden Bergwerke getrennt.

### KWK Borynia
Im Februar 1959 wurde auf einer Konferenz in Gleiwitz/Gliwice der Beschluss gefasst, ein neues Bergwerk mit dem Namen Borynia (Lage) nördlich von Jastrzębie zu schaffen. Aber es dauerte 12 Jahre, bis am 4. Dezember 1971 das Bergwerk eröffnet wurde und die Förderung aufgenommen werden konnte. Anfänglich zur „Vereinigung der Kohlenindustrie von Rybnik“ gehörend, gelangte es 1993 zur Bergbauabteilung der
Jastrzębska Spółka Węglowa S.A. (JSW). Seit 1972 wurden auf dem Gebiet der Anlage 80 Mio. Tonnen Steinkohle gefördert und Strecken von 773 km Länge aufgefahren.

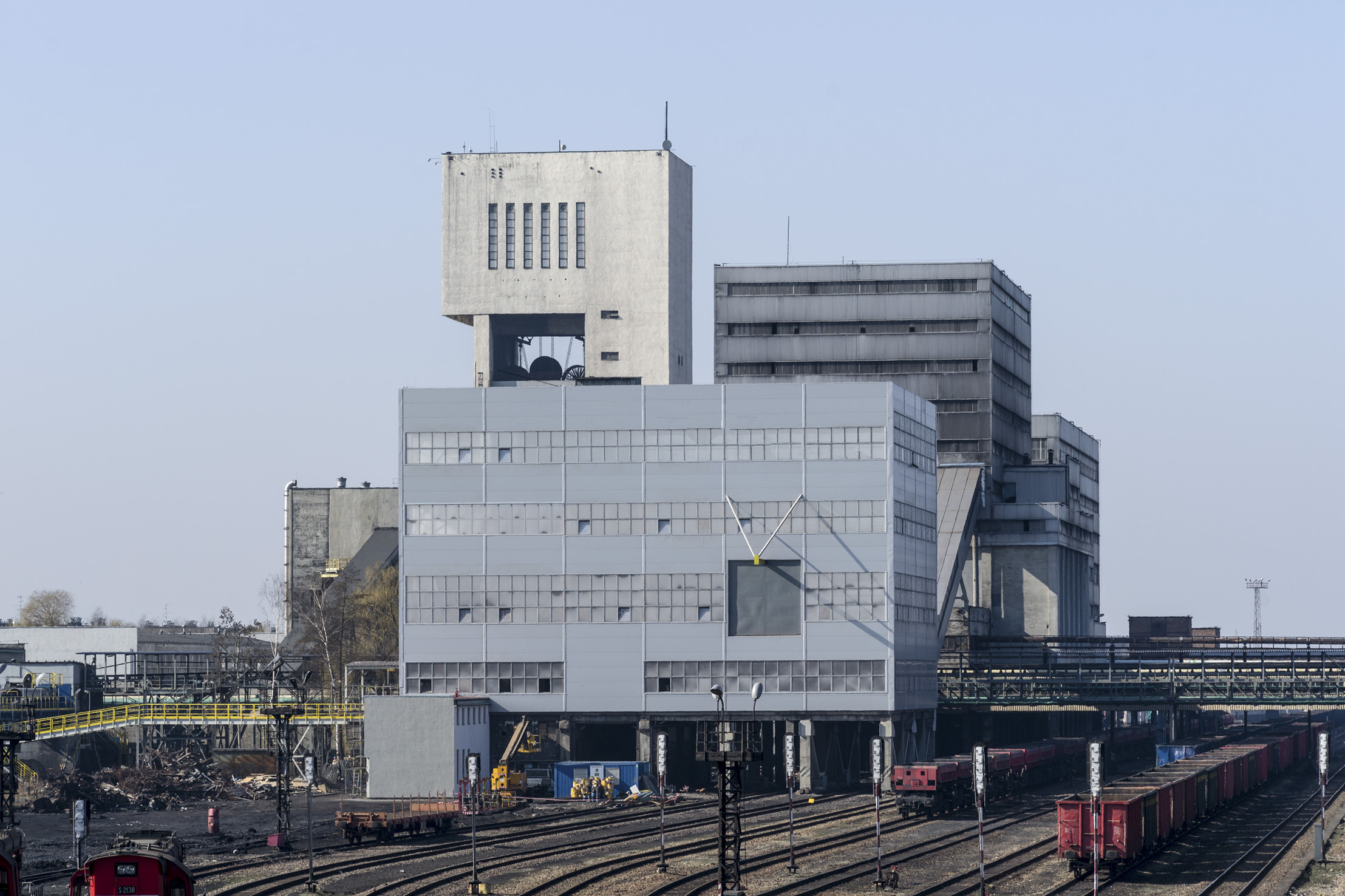
Aufbereitung von Zofiówka

Anbetracht der Tatsache, dass sich in den nächsten Jahren die Lagerstätten von Borynia erschöpfen werden, hat man östlich des bisherigen Abbaugebietes nach abbauwürdigen Flözen gesucht und diese in Zory-Warszowice gefunden. Dies erscheint befremdlich, weil es für den kurzen Zeitraum vom Ende der 80er Jahre bis zum Niedergang des Kommunismus in Warszowice ein Bergwerk mit drei Schächten, einer Wäsche und einer Kaue gab. Beim Auffahren mehrerer Strecken zeigte sich aber, dass die dortigen Kohlevorkommen zu klein gewesen sind. Daher wurde die Anlage in Warszowice ab 2000 abgerissen.
Neben den drei Schächten auf der Zentralanlage (Skipförderung; Seilfahrt; Materialtransport) besitzt das Bergwerk noch zwei zusätzliche Wetterschächte, die Schächte IV und V. Einer von ihnen verfügt über eine Befahrungsanlage. Die Kohlengewinnung findet auf den 713-m-, 838-m- und 950-m-Sohlen statt.

### KWK Zofiówka
Das Bergwerk (Lage) wurde am 4. Dezember 1969 in Betrieb genommen. Von 1974 bis 1990 den Namen Manifest Lipcowy tragend, wurde es bis 1982 von der Abteilung Rybnik der „Vereinigungen der Kohlenindustrie“ betrieben, seit 1993 von der JSW SA.

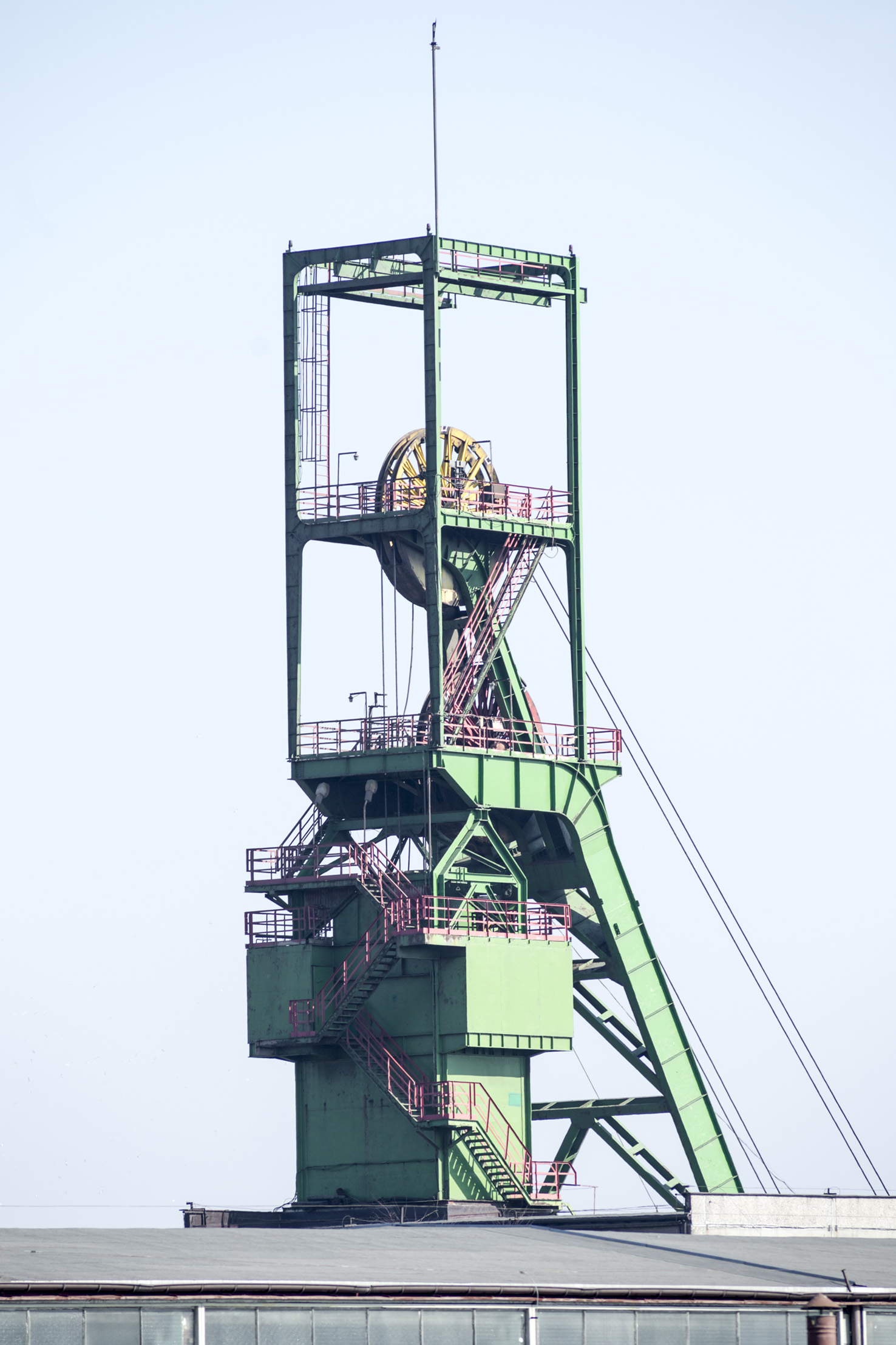
Materialschacht Zofiówka

Das Bergwerk fördert auf Sohlen in 705 m, 830 m und 900 m Tiefe. 2007 begann man mit dem Abteufen des Schachtes „1 Bzie“ bis zu einer Teufe von 1110 m. Damit besitzt das Bergwerk fünf Schächte, vier auf der Zentralanlage und den Außenschacht „1 Bzie“.
Am 5. Mai 2018 ereignete sich in 900 m Tiefe ein Erdbeben der Stärke 3,4. Dabei befanden sich 11 Bergleute in der Grube. 4 davon fuhren aus, 2 wurden von Rettungskräften befreit, 2 starben, 3 werden am 7. Mai noch vermisst. Am 23. April 2022 ereignete sich um etwa 3:40 Uhr Ortszeit in einer Tiefe von 900 Metern erneut ein Beben in der Grube, wobei Methan austrat. Zum Zeitpunkt der Erschütterung befanden sich 52 Bergleute in der Gefahrenzone, 42 von ihnen konnten sich aus eigener Kraft und unverletzt ins Freie retten. Die Suche nach den anderen zehn Männern dauert an, sie werden in einem Schacht in rund 2,5 Kilometern Entfernung vom Eingang vermutet.

### KWK Jas-Mos

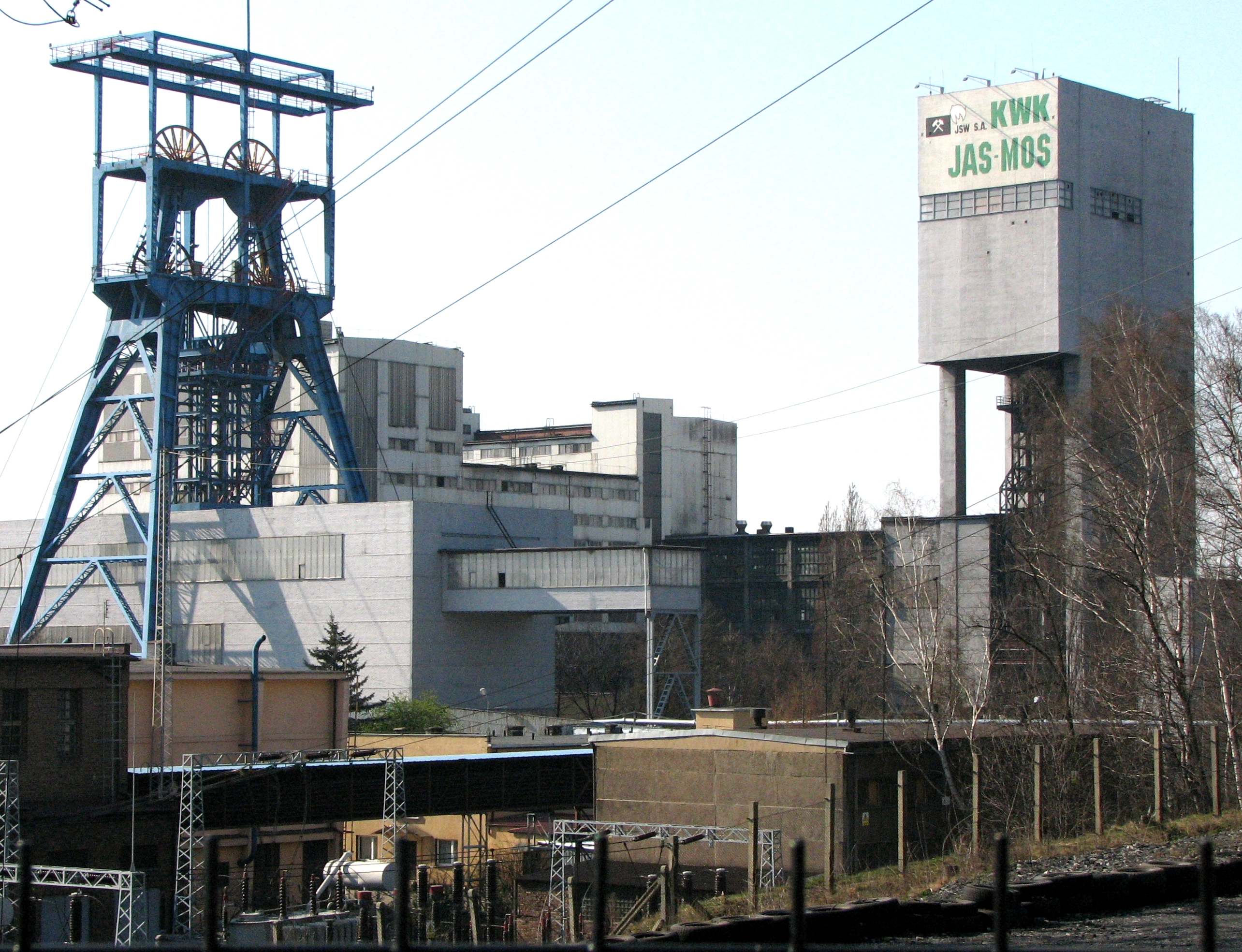
Bergwerk Jas-Mos

Jas-Mos (Lage) ist ein zwischen 1955 und 1962 erbautes Bergwerk in Jastrzębie-Zdrój, das zunächst unter dem Namen Jastrzębie eigenständig geführt wurde. Schon früh erfolgte eine Zusammenarbeit mit dem KWK Moszczenica, die am 1. Januar 1995 in einer Fusion unter dem Namen Jas-Mos einmündete.
Seit der Stilllegung von Moszczenica im Jahr 1999 baut das Bergwerk auf einer Fläche von 32,5 km² täglich auf den beiden Sohlen in 400 m und 600 m Tiefe 6700 Tonnen ab. Die Zeche verfügt über fünf Schächte, einen Förderschacht, zwei Schächte für Seilfahrt und Materialtransport sowie zwei Wetterschächte. 2013 erfolgte die Bildung des Verbundbergwerks Borynia-Zofiówka-Jastrzębie.

#### KWK Jastrzębie
Anfänglich führte das Bergwerk Jas-Mos diesen Namen. Er tritt seit 2013 in dem Namen des neuen Verbundbergwerks wieder auf.

#### KWK Moszczenica

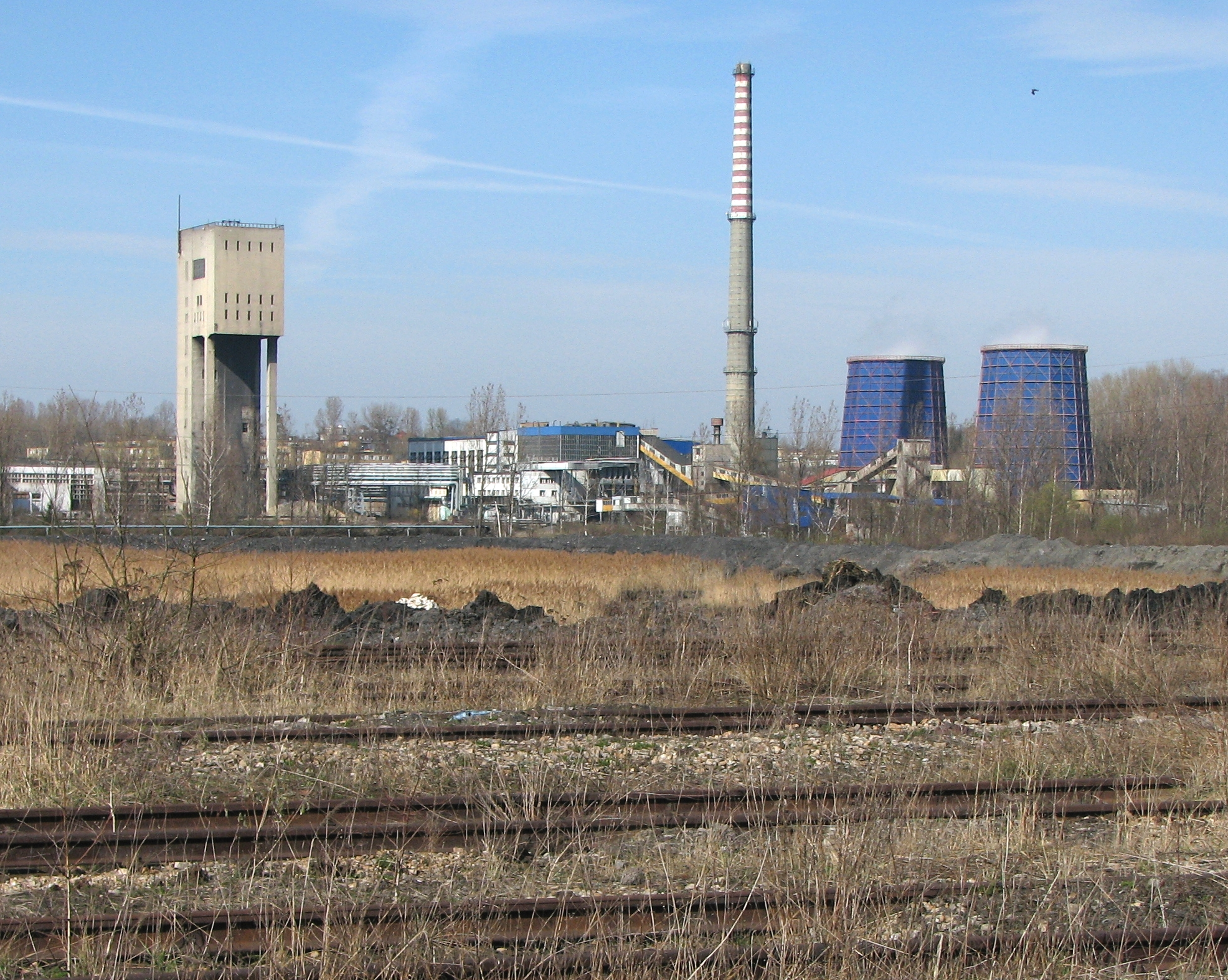
Reste des Bergwerks Moszczenica mit Elektrokraftwerk

Aus dem Jahr 1954 stammen Pläne zur Errichtung eines oder mehrerer Bergwerke im Süden und Westen von Jastrzębie, die zunächst in die Gründung einer Entwicklungsgesellschaft namens Jastrzębie-im-Bau mündeten. Von 1962 bis 1965 wurde der Name zu Jastrzębie-Moszczenica-im-Bau erweitert, was zusammen mit der Eröffnung des Bergwerks Moszczenica (Lage) im Jahr 1962 darauf hinweist, dass schon frühzeitig zwei Bergwerke in diesem Bereich geplant waren.
1978 wurde die 400-m-Sohle mit dem Ziel aufgefahren, eine Tagesproduktion von 7.000 t zu erreichen. Damals verfügte das Bergwerk über vier Schächte, Schacht „Były“ mit einem Betonturm und Skipförderung sowie zwei Wetterschächten.
1994 erfolgte der Zusammenschluss mit Jastrzębie unter dem Namen Jas-Mos und 1999 die Stilllegung von Moszczenica.
2001 begann der Abbruch der Tagesanlagen mit Ausnahme eines Betonturms über „Były“ und eines Elektrokraftwerks.

#### Abteilung Jastrzębie
Am 1. Oktober 2016 erfolgte eine weitere Umstrukturierung des Bergwerks Jas-Mos. Ein größerer Teil wurde an die staatliche "Spółka Restrukturyzacji Kopalń" mit dem Ziel abgegeben, diesen Bereich bis 2025 einer neuen Nutzung zuzuführen.
Der bei der JSW verbleibende Teil erhält wieder den Namen Jastrzębie, die 1.600 Mitarbeitenden wurden von der SRK übernommen. Der Abbau der verbleibenden Steinkohlenfelder soll zukünftig von Zofióka aus geschehen.

## Gegenwart
Am 1. Januar 2013 wurde auf Beschluss des Vorstands der Jastrzębska Spółka Węglowa SA das Verbundbergwerk Borynia-Zofiówka-Jastrzębie gegründet. Es besteht aus den drei Einzelanlagen Borynia, Zofiówka und Jas Mos. Nach Aussagen der Betreibergesellschaft soll die organisatorische Verschmelzung der Bergwerke Synergien in Bezug auf
- eine bessere Nutzung der Investitions- und Produktionsmittel
- größere Möglichkeiten zur gemeinsamen Nutzung von Maschinen, Geräten und Materialien
- die Möglichkeit der Koordinierung in der Beschäftigungspolitik
- die gemeinsame Nutzung von Organisationsstrukturen

ermöglichen.

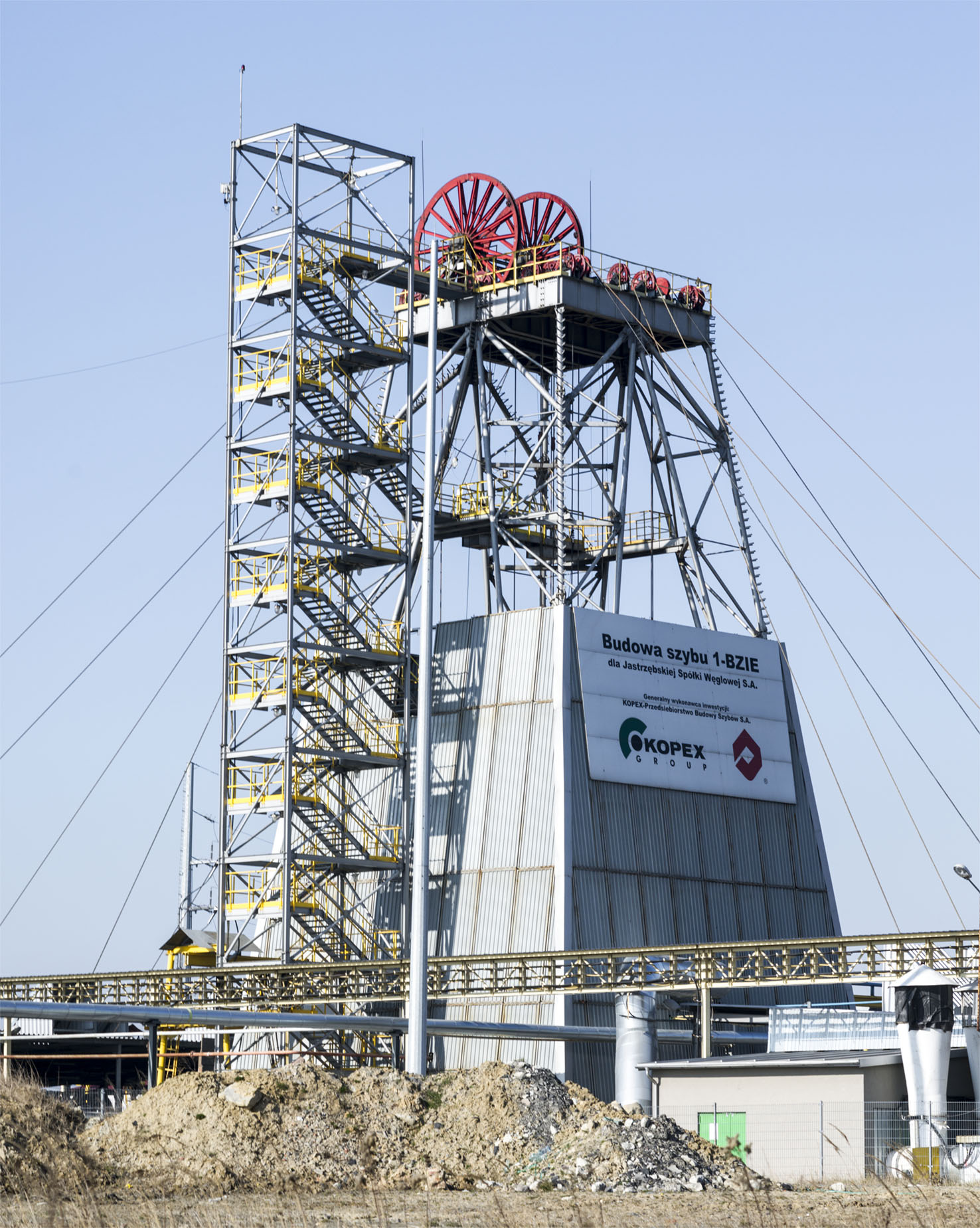
Schacht 1-Bzie

Zudem verfügen alle drei Bergwerke über baugleiche Betonfördertürme (Skips zum Heben der Kohle), Doppelbockgerüste (Seilfahrt und Materialtransport) und kleinere Fördergerüste für den Materialtransport.
Die Integration der Verkehrssysteme für den Transport der Kohle aus den einzelnen Schachtanlagen zu den anderen sollte es ermöglichen, die Qualität der Kohle zu verbessern und in der gemeinsamen Verarbeitung Produkte zu liefern, die sich besser absetzen lassen. Hier eine Übersicht über die einzelnen Anlagen des Verbundbergwerks (Stand Anfang 2016):
| Zeche    | Nettoförderung (t/d) | Berechtsame in km² | Betriebsreserven in Mio. t | Produktionszeitraum ohne strategische Investitionen |
| -------- | -------------------- | ------------------ | -------------------------- | --------------------------------------------------- |
| Borynia  | 9.600 t              | 17,4               | 34,0                       | 2030                                                |
| Zofiówka | 10.300 t             | 16,4               | 87,0                       | 2021                                                |
| Jas-Mos  | 11.100 t             | 32,5               | 34,1                       | 2022                                                |

Dass solche Pläne bei den strukturellen Problemen des polnischen Steinkohlenbergbaus oft nur kurzen Bestand haben, zeigt die neueste Entwicklung der Abteilung Jas-Mos/Jastrzębie (s. o.).

## Förderzahlen
- Borynia 1979: 2,90 Mio. t
- Zofiówka 1970: 316.106 t; 1979: 3,42 Mio. t
- Jastrzębie/Jas-Mos 1970: 2,17 Mio. t; 1979: 3,30 Mio. t
- Moszczenica 1970: 2,30 Mio. t; 1979: 3,42 Mio. t